# 鉄道恐怖症

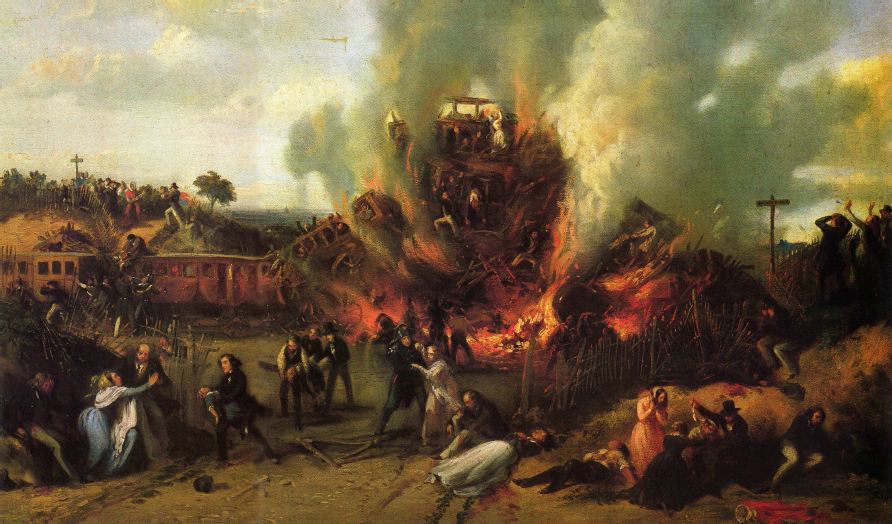
1842年に発生したベルサイユ鉄道事故についてのこのような報道は、鉄道恐怖症を助長させるきっかけになった。

鉄道恐怖症（てつどうきょうふしょう）、列車恐怖症（れっしゃきょうふしょう）、電車恐怖症（でんしゃきょうふしょう）とは、電車、列車、鉄道、並びにそれらを用いた旅行に対する恐怖症のことである。

## 精神分析学
ジークムント・フロイトによってはじめられた精神分析学においては、列車による旅行の感覚と性的欲求とを関連付ける試みが行われた。1906年にフロイトは、鉄道旅行と性的欲求との関連性は、旅行中の列車の揺れによる心地よい感覚から来ていると書いた。それゆえに、性的欲求の抑圧が発生した際に、その人は鉄道旅行をしなければならなくなった際に、不安な感情を経験するというわけである。カール・アーブラハムは、列車の動きが自分では制御できないことの恐怖は、性的欲求が制御できなくなることへの恐怖の投影であると解釈した。1908年には、ウィルヘルム・ステケルも鉄道恐怖症を列車が揺れる感覚と結びつけた。しかし、ステケルは鉄道恐怖症を、リビドーの抑圧に加えて、ごく幼少の頃に味わった揺さぶられる感覚を回想し、そのことについて羞恥心を覚えることとも結びつけた。

## その他の考慮事項
フロイト自身も鉄道恐怖症に苦しんでいたことが、フロイトの多数の手紙での告白から明らかになっている。フロイトは鉄道恐怖症に対して「Reiseangst」という語句を用いた。これは直訳すると「旅行恐怖症」という意味になるが、これは第一に、列車による旅行と結びつけられていたことが明らかになっている。そして、数人の翻訳者がフロイトの「Reiseangst」を「鉄道恐怖症」と訳した。しかし、フロイトの「鉄道恐怖症」は真性の恐怖症ではなかった。なぜなら、一旦旅行を始めてしまえば、恐怖は消滅したからである。実際には、フロイトは頻繁に旅行し、それを楽しんでいたのである。
性的欲求のことを考えなくとも、古くから数多くの筆者が、自分では制御することのできない列車の動きを、壊滅的な列車脱線事故と関連付けていたことが明らかになっている。
鉄道旅行に対し幼少の頃に持っていた恐怖のもう一つの起源として、狭いアパートに監禁されたり、身近な人が病気になったり、身近な人が犯罪に手を染めたりした際の、助けてもらえないという感情の起源と同様に、外の世界から旅行者が隔離されていることが挙げられている。「...どんなに大きな叫び声をあげても、高速で回転する車輪の轟音にかき消される...」というような類の恐怖は、列車の中で行われた実際の犯罪と同様に、しばしばその日の新聞に載っていた記事が影響している。多数の重大な事例が発生した後に、このような恐怖は統合的な精神病を患うレベルにまで高まった。鉄道旅行に対する大衆の恐怖はイギリスの外科医ジョン・エリック・エリクセンが鉄道脊椎または「エリクセン病」として知られる心的外傷後ストレス障害について書いた後、高まった。「エリクセン病」を患った人々は明確な怪我が無かったため、偽病であるとして診療を拒絶された。しかし、現在では、鉄道事故は心的外傷後ストレス障害(PTSD)の原因となりうることが分かっている。

## 別名・語源
鉄道恐怖症は英語では「fear of trains」のほか、「train phobia」、「railroad phobia」、「dread of railway travel」など、様々な呼ばれ方がある。ドイツ語の語句である「Eisenbahnangst」は、フロイトらによって使われたが、これは文字通りに、ギリシア語の「siderodromophobia」という単語に変換できる。ドイツ語Eisenはギリシア語でsideron、日本語では鉄、英語ではironの意味。同様に、ドイツ語のBahnはギリシア語のdromos、日本語では道、英語ではwayの意味で、ドイツ語のAngstはギリシア語のphobos、日本語の恐怖、英語のfearを意味する。今後もし、鉄道恐怖症が社会規範が許容できる範囲を超えた現実的な恐怖となるのであれば、鉄道恐怖症は列車についての特定の恐怖症に分類される可能性もある。『キャンベル精神医学事典』においては、鉄道恐怖症は「乗り物恐怖症」の一部として、ボート、飛行機、自動車、その他の乗り物に対する恐怖症と共に扱われている。

## 文学での言及
1913年に谷崎潤一郎が書いた短編小説『恐怖』では、一人称の語り手となる若い男性が、列車や路面電車での旅に病的な恐怖を感じるために苦しんでいる様子が描かれている。この小説においては、「鉄道病」を意味するドイツ語の単語「Eisenbahnkrankheit」が使われている。